# Кратохвил, Мишель
Мишель Кратохвил (чеш. Michel Kratochvil; род. 7 апреля 1979, Берн) — швейцарский профессиональный теннисист, игрок сборной Швейцарии в Кубке Дэвиса.

## Биография
Мишель Кратохвил родился в Берне в семье иммигрантов из Чехословакии — отец Франтишек и мать Ева покинули Чехословакию во время периода политической реакции 1968 года. Родители, бывшие первыми тренерами Мишеля, владеют теннисной школой в Остермундигене (Швейцария). В годы юношеской карьеры Кратохвил был одним из ведущих юниоров мира, закончив 1996 год на 15-м месте в юношеском рейтинге ITF в одиночном и парном разрядах и завоевав в этом же году серебряную медаль чемпионата Европы в парном разряде среди юношей в возрасте до 18 лет. Он также успешно выступал в юношеском хоккее и входил в молодёжную (до 18 лет) сборную Швейцарии. В этом же году он впервые пробился в финал профессионального теннисного турнира, в паре с соотечественником Жоржем Бастлем став финалистом «челленджера» в Женеве.
В 1997 году Кратохвил провёл первые матчи в профессиональных теннисных турнирах и на следующий год проделал в рейтинге АТР путь более чем в 300 мест наверх, выиграв серию турниров-«сателлитов» в Швейцарии и добравшись до финала в турнире серии ITF Futures в Австралии. В августе 1999 года Кратохвил выиграл три подряд грунтовых турнира-«челленджера» в одиночном разряде. В марте 2000 года он нанёс первое в карьере поражение сопернику из первой двадцати рейтинга, обыграв в Майами 13-ю ракетку мира Альберта Косту. Вскоре после этого он дошёл на Открытом чемпионате Франции — своём первом турнире Большого шлема — до третьего круга, проиграв там другому молодому швейцарцу — занимавшему 54-ю строчку в рейтинге Роджеру Федереру. В июле того же года Кратохвил был приглашён в сборную Швейцарии на матч Кубка Дэвиса против белорусов и принёс команде очко в ничего не решавшей игре в третий день матча (к этому моменту швейцарцы уже обеспечили себе общую победу). В конце сезона он выиграл ещё два «челленджера» в одиночном разряде, доведя число титулов на этом уровне до пяти.
2001 год стал наиболее удачным в карьере Кратохвила. Он много выступал в турнирах АТР-тура, на двух из них, в том числе на турнире категории ATP Gold в Токио сумев добраться до финала. За сезон он одержал две победы над Арно Клеманом — игроком Top-20 мирового рейтинга, и сам закончил год в числе 50 сильнейших теннисистов мира. За следующий год Кратохвил побывал в двух полуфиналах турниров АТР-тура, а на Уимблдонском турнире показал свой лучший результат в турнирах Большого шлема, пробившись в четвёртый круг. В турнире высшей категории в Индиан-Уэллс он нанёс первое в карьере поражение сопернику из первой десятки рейтинга, обыграв действующего чемпиона, пятую ракетку мира Андре Агасси, проиграв затем Марсело Риосу. В третий раз подряд Кратохвилу удалось закончить год в числе ста лучших игроков мира и на втором месте среди всех теннисистов Швейцарии, уступая только Федереру.
В феврале 2003 года Кратохвил выиграл решающую пятую встречу у Мартина Веркерка в матче Кубка Дэвиса против сборной Нидерландов, обеспечив швейцарской команде выход во второй круг Мировой группы. В дальнейшем, однако, его результаты пошли на спад: ему не удалось подняться выше четвертьфинале ни на одном турнире АТР-тура, а в «челленджерах» его лучшим результатом стал финал в Стамбуле. В итоге впервые за четыре года Кратохвил не сумел по итогам сезона сохранить место в первой сотне рейтинга. В дальнейшем ему ещё дважды удалось выйти в финал «челленджеров» в парном разряде, но в одиночном он уже не добивался сколько-нибудь серьёзных успехов. Свою последнюю игру за сборную Кратохвил провёл в 2004 году, а в индивидуальном профессиональном турнире сыграл в последний раз в октябре 2008 года.
После окончания игровой карьеры Мишель Кратохвил занимается тренерской работой. Он является лицензированным тренером Европейской теннисной конфедерации и USTA и преподаёт в семейной теннисной академии в Остермундигене, носящей теперь название Теннисной академии Мишеля Кратохвила

## Участие в финалах турниров за карьеру

### Одиночный разряд

#### Турниры ATP-тура (0+2)
| Результат | №  | Дата             | Турнир                           | Покрытие | Соперник в финале | Счёт в финале |
| --------- | -- | ---------------- | -------------------------------- | -------- | ----------------- | ------------- |
| Поражение | 1. | 17 сентября 2001 | Шанхай, КНР                      | Хард     | Райнер Шуттлер    | 3-6, 4-6      |
| Поражение | 2. | 1 октября 2001   | Открытый чемпионат Японии, Токио | Хард     | Ллейтон Хьюитт    | 4-6, 2-6      |

#### Турниры тура ATP Challenger (5+2)
| Результат | №  | Дата             | Турнир            | Покрытие | Соперник в финале       | Счёт в финале    |
| --------- | -- | ---------------- | ----------------- | -------- | ----------------------- | ---------------- |
| Победа    | 1. | 9 августа 1999   | Вена, Австрия     | Грунт    | Марсело Шарпантье       | 3-6, 7-67, 6-2   |
| Победа    | 2. | 16 августа 1999  | Зильт, Германия   | Грунт    | Эмилио Бенфеле Альварес | 6-1, 6-1         |
| Победа    | 3. | 23 августа 1999  | Женева, Швейцария | Грунт    | Орлин Станойчев         | 6-0, 6-1         |
| Поражение | 1. | 18 сентября 2000 | Хьюстон, США      | Хард     | Джеймс Блейк            | 6-75, 7-612, 3-6 |
| Победа    | 4. | 13 ноября 2000   | Осака, Япония     | Хард     | Ли Хён Тхэк             | 2-6, 6-2, 6-2    |
| Победа    | 5. | 20 ноября 2000   | Брест, Франция    | Хард(i)  | Юхан Сеттергрен         | 3-6, 6-4, 7-62   |
| Поражение | 2. | 1 сентября 2003  | Стамбул, Турция   | Хард     | Робин Сёдерлинг         | 6-74, 2-6        |

### Парный разряд

#### Турниры тура ATP Challenger (0+4)
| Результат | №  | Дата            | Турнир            | Покрытие | Партнёр      | Соперники в финале                  | Счёт в финале |
| --------- | -- | --------------- | ----------------- | -------- | ------------ | ----------------------------------- | ------------- |
| Поражение | 1. | 19 августа 1996 | Женева, Швейцария | Грунт    | Жорж Бастль  | Патрик Баур Йенс Книппшильд         | 1-6, 1-6      |
| Поражение | 2. | 9 августа 1999  | Вена, Австрия     | Грунт    | Петр Кралерт | Юлиан Ноул Томас Штренгбергер       | 3-6, 2-6      |
| Поражение | 3. | 22 ноября 2004  | Реюньон, Франция  | Хард     | Иржи Ванек   | Санчай Ративатана Сончат Ративатана | Без игры      |
| Поражение | 4. | 30 июля 2007    | Сеговия, Испания  | Хард     | Жиль Мюллер  | Рохан Бопанна Айсам-уль-Хак Куреши  | 6-78, 3-6     |